# Geoffrey Rush
Geoffrey Roy Rush AC (sinh ngày 6 tháng 7 năm 1951) là một nam diễn viên người Úc. Tính đến 2016, Rush là một trong 24 người đã đoạt danh hiệu Triple Crown of Acting: một giải Oscar, một giải Primetime Emmy và một giải Tony. Ông giành một giải Oscar (trong bốn đề cử), ba giải BAFTA (trong năm đề cử), hai Quả cầu vàng và bốn giải SAG. Hiện ông cũng là chủ tịch sáng lập của Viện Hàn lâm Nghệ thuật Điện ảnh và Truyền hình Úc và được vinh danh là Người Úc của năm vào năm 2012. Ông cũng là nam diễn viên đầu tiên chiến thắng tượng vàng Oscar, Quả cầu vàng, giải BAFTA, giải BFCA và giải SAG với chỉ cùng một vai diễn trong Shine (1996).